# Nébouzat
Nébouzat est une commune française située dans le département du Puy-de-Dôme, en région Auvergne-Rhône-Alpes. Elle fait partie de l'aire d'attraction de Clermont-Ferrand.

## Géographie

### Localisation
Nébouzat est située à l'ouest du département du Puy-de-Dôme.
Six communes sont limitrophes :
| Olby                      | Ceyssat  |                         |
| Saint-Bonnet-près-Orcival | Nébouzat | Saint-Genès-Champanelle |
|                           | Aurières | Aydat                   |

### Transports
La commune est traversée par la route départementale 2089, ancienne route nationale 89 reliant Lyon et Clermont-Ferrand à Rochefort-Montagne et Bordeaux ; au nord, par la route départementale 942 reliant Orcines au carrefour des Quatre Routes ; à l'ouest, par la route départementale 216 reliant le carrefour des Quatre Routes (avec les D 2089 et 942) à Orcival.

### Climat
Pour des articles plus généraux, voir Climat d'Auvergne-Rhône-Alpes et Climat du Puy-de-Dôme.
En 2010, le climat de la commune est de type climat de montagne, selon une étude du Centre national de la recherche scientifique s'appuyant sur une série de données couvrant la période 1971-2000. En 2020, Météo-France publie une typologie des climats de la France métropolitaine dans laquelle la commune est exposée à un climat de montagne ou de marges de montagne et est dans la région climatique Ouest et nord-ouest du Massif Central, caractérisée par une pluviométrie annuelle de 900 à 1 500 mm, maximale en automne et en hiver.
Pour la période 1971-2000, la température annuelle moyenne est de 8,3 °C, avec une amplitude thermique annuelle de 14,9 °C. Le cumul annuel moyen de précipitations est de 1 165 mm, avec 11,4 jours de précipitations en janvier et 8,9 jours en juillet. Pour la période 1991-2020, la température moyenne annuelle observée sur la station météorologique de Météo-France la plus proche, « Vernines », sur la commune de Vernines à 6 km à vol d'oiseau, est de 8,6 °C et le cumul annuel moyen de précipitations est de 918,5 mm,. Pour l'avenir, les paramètres climatiques de la commune estimés pour 2050 selon différents scénarios d'émission de gaz à effet de serre sont consultables sur un site dédié publié par Météo-France en novembre 2022.

## Urbanisme

### Typologie
Au 1er janvier 2024, Nébouzat est catégorisée commune rurale à habitat dispersé, selon la nouvelle grille communale de densité à sept niveaux définie par l'Insee en 2022.
Elle est située hors unité urbaine. Par ailleurs la commune fait partie de l'aire d'attraction de Clermont-Ferrand, dont elle est une commune de la couronne,. Cette aire, qui regroupe 209 communes, est catégorisée dans les aires de 200 000 à moins de 700 000 habitants,.

### Occupation des sols
L'occupation des sols de la commune, telle qu'elle ressort de la base de données européenne d’occupation biophysique des sols Corine Land Cover (CLC), est marquée par l'importance des territoires agricoles (53,6 % en 2018), en augmentation par rapport à 1990 (52,4 %). La répartition détaillée en 2018 est la suivante : forêts (34 %), prairies (28,4 %), zones agricoles hétérogènes (25,1 %), milieux à végétation arbustive et/ou herbacée (8,6 %), zones urbanisées (3,8 %). L'évolution de l’occupation des sols de la commune et de ses infrastructures peut être observée sur les différentes représentations cartographiques du territoire : la carte de Cassini (XVIIIe siècle), la carte d'état-major (1820-1866) et les cartes ou photos aériennes de l'IGN pour la période actuelle (1950 à aujourd'hui).

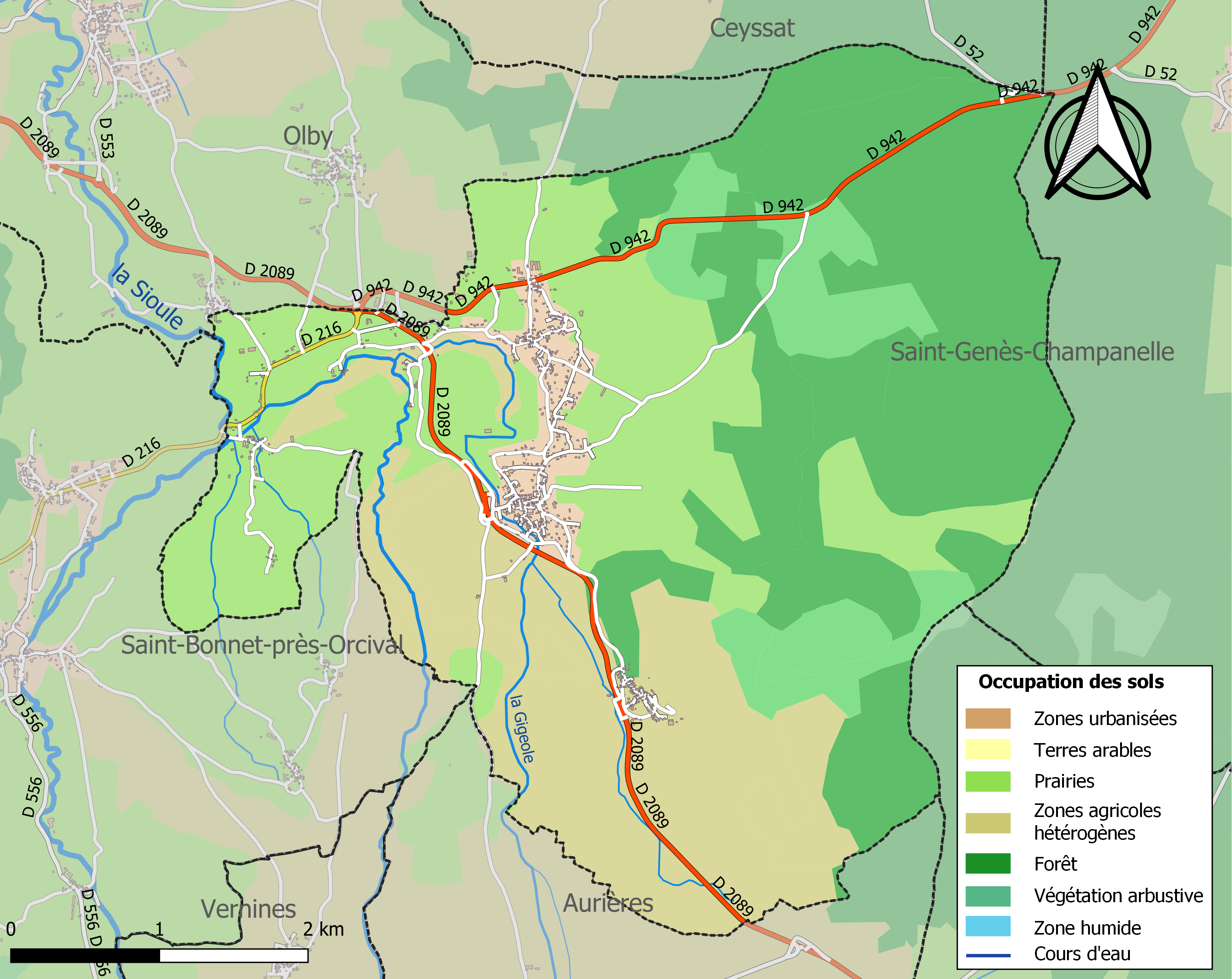
Carte des infrastructures et de l'occupation des sols de la commune en 2018 (CLC).

## Politique et administration

### Découpage territorial
La commune de Nébouzat est membre de la communauté de communes Dômes Sancy Artense, un établissement public de coopération intercommunale (EPCI) à fiscalité propre créé le 1er janvier 2017 dont le siège est à Rochefort-Montagne. Ce dernier est par ailleurs membre d'autres groupements intercommunaux. Jusqu'en 2016, elle faisait partie de la communauté de communes de Rochefort-Montagne.
Sur le plan administratif, elle est rattachée à l'arrondissement d'Issoire depuis 2017, à la circonscription administrative de l'État du Puy-de-Dôme et à la région Auvergne-Rhône-Alpes. De 1801 à mars 2015, elle faisait partie du canton de Rochefort-Montagne.
Sur le plan électoral, elle dépend du canton d'Orcines pour l'élection des conseillers départementaux, depuis le redécoupage cantonal de 2014 entré en vigueur en 2015, et de la troisième circonscription du Puy-de-Dôme pour les élections législatives, depuis le dernier découpage électoral de 2010.

### Élections municipales et communautaires

#### Élections de 2020
Le conseil municipal de Nébouzat, commune de moins de 1 000 habitants, est élu au scrutin majoritaire plurinominal à deux tours avec candidatures isolées ou groupées et possibilité de panachage. Compte tenu de la population communale, le nombre de sièges à pourvoir lors des élections municipales de 2020 est de 15. Sur les dix-sept candidats en lice, quinze ont été élus dès le premier tour, le 15 mars 2020, avec un taux de participation de 66,24 %.

#### Chronologie des maires
| Période                                  | Période                   | Identité        | Étiquette           | Qualité |
| ---------------------------------------- | ------------------------- | --------------- | ------------------- | --- |
| Les données manquantes sont à compléter. |                           |                 |                     | |
| avant 1981                               | ?                         | Adrien Lassalas |                     | |
| mars 1989                                | En cours (au 27 mai 2020) | Alain Mercier   | ? puis UMP puis UDI | Conseiller régional d'Auvergne Président de la communauté de communes de Rochefort-Montagne (2014-2016) Président de la communauté de communes Dômes Sancy Artense (depuis 2017) Réélu en mai 2020 |

## Population et société

### Démographie
L'évolution du nombre d'habitants est connue à travers les recensements de la population effectués dans la commune depuis 1793. Pour les communes de moins de 10 000 habitants, une enquête de recensement portant sur toute la population est réalisée tous les cinq ans, les populations de référence des années intermédiaires étant quant à elles estimées par interpolation ou extrapolation. Pour la commune, le premier recensement exhaustif entrant dans le cadre du nouveau dispositif a été réalisé en 2005.

En 2022, la commune comptait 865 habitants, en évolution de +3,72 % par rapport à 2016 (Puy-de-Dôme : +2,1 %, France hors Mayotte : +2,11 %).
| 1793 | 1800 | 1806 | 1821 | 1831 | 1836 | 1841 | 1846 | 1851 |
| ---- | ---- | ---- | ---- | ---- | ---- | ---- | ---- | ---- |
| 997  | 688  | 797  | 858  | 903  | 932  | 904  | 886  | 895  |

| 1856 | 1861 | 1866 | 1872 | 1876 | 1881 | 1886 | 1891 | 1896 |
| ---- | ---- | ---- | ---- | ---- | ---- | ---- | ---- | ---- |
| 826  | 788  | 830  | 780  | 795  | 812  | 730  | 714  | 716  |

| 1901 | 1906 | 1911 | 1921 | 1926 | 1931 | 1936 | 1946 | 1954 |
| ---- | ---- | ---- | ---- | ---- | ---- | ---- | ---- | ---- |
| 714  | 712  | 665  | 630  | 582  | 587  | 560  | 561  | 477  |

| 1962 | 1968 | 1975 | 1982 | 1990 | 1999 | 2005 | 2006 | 2010 |
| ---- | ---- | ---- | ---- | ---- | ---- | ---- | ---- | ---- |
| 512  | 513  | 526  | 603  | 658  | 635  | 708  | 724  | 787  |

| 2015 | 2020 | 2022 | - | - | - | - | - | - |
| ---- | ---- | ---- | - | - | - | - | - | - |
| 826  | 853  | 865  | - | - | - | - | - | - |

## Culture locale et patrimoine

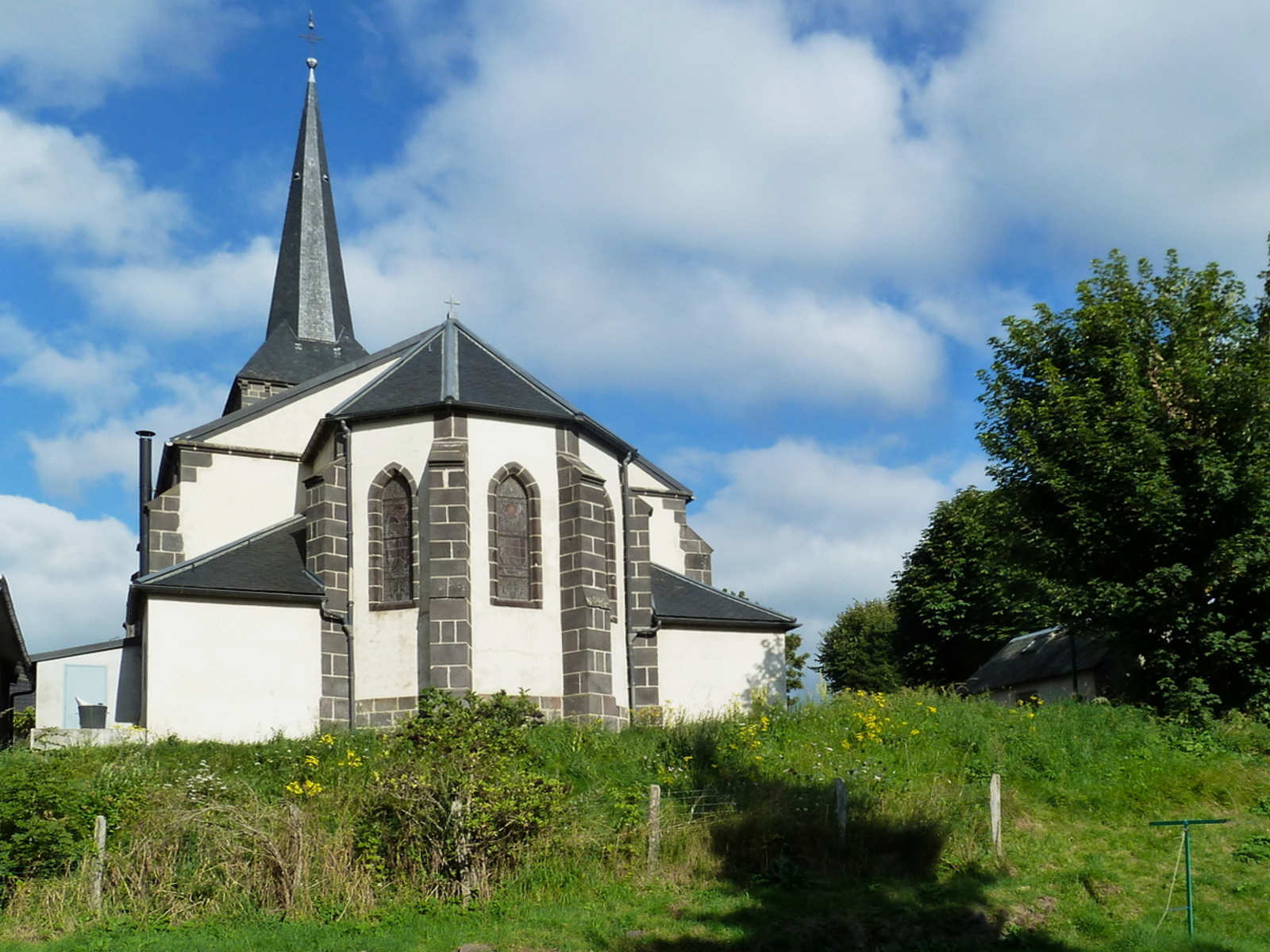
Église dédiée à saint Georges.

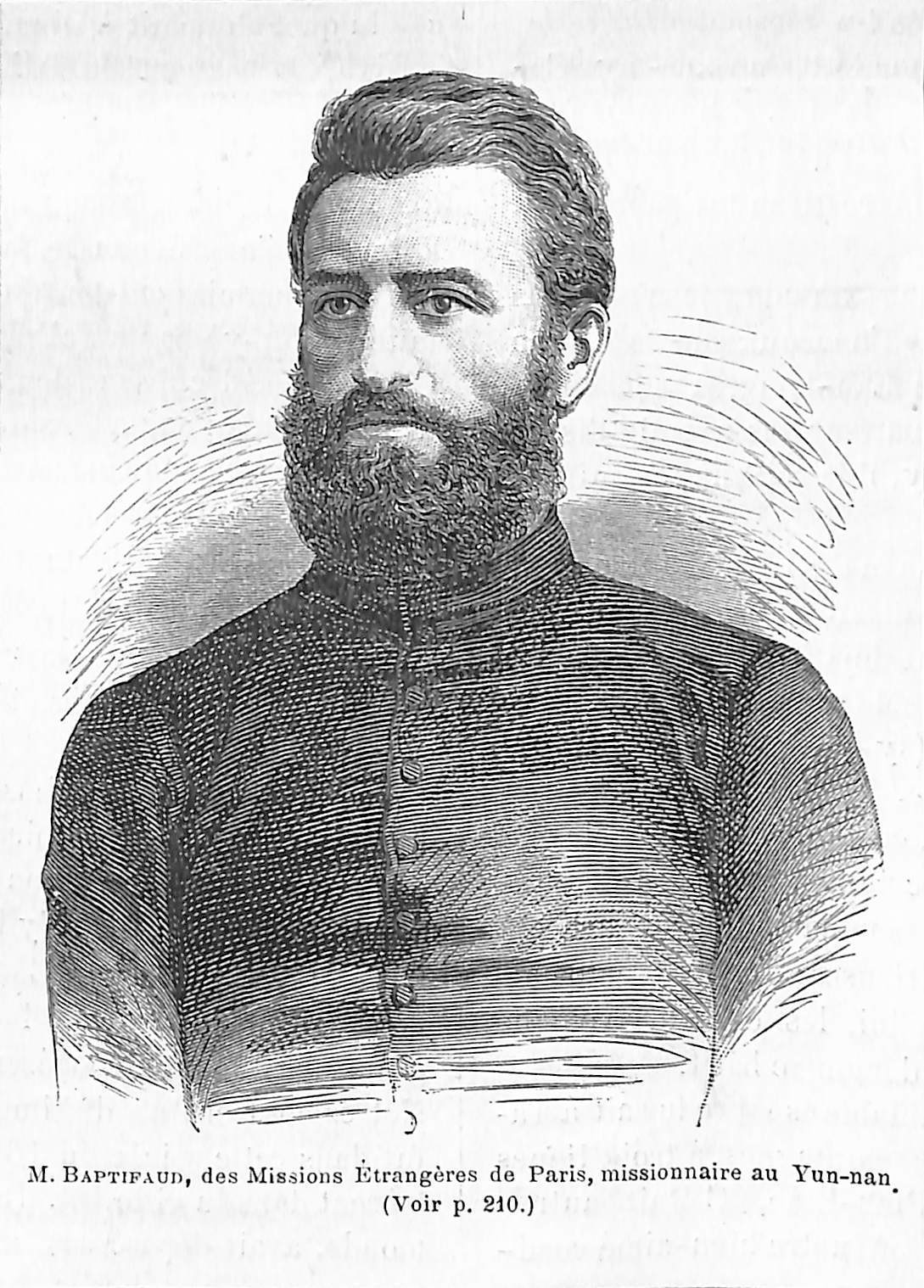
Portrait de Jean Baptifaud, martyrisé au Yunnan.

### Lieux et monuments
- Église dédiée à saint Georges.
- Châteaux présents sur le territoire communal[29].
- Puy de Montgy et Puy de Pourcharet, à l'est de Recoleine.

### Personnalités liées à la commune
- Jean Baptifaud M.EP. (1845-1874), né dans le hameau d'Antérious, missionnaire au Yunnan, martyrisé à la suite des événements du Tonkin[30].